# DubaiSat 2
DubaiSat 2 ist ein Erdbeobachtungssatellit der Vereinigten Arabischen Emirate.

## Mission und Nutzlast

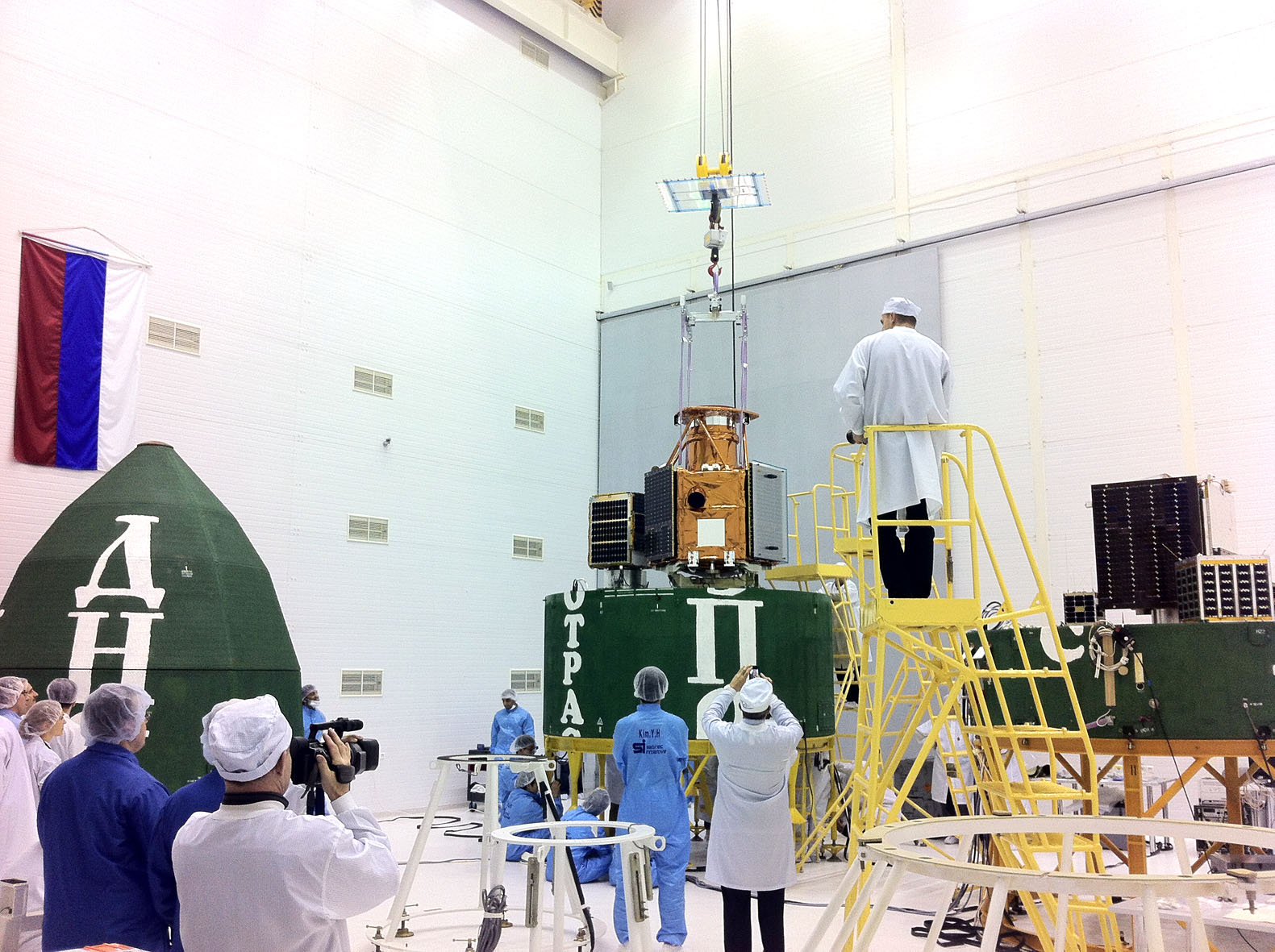
Primär- (Bildmitte) und Sekundärnutzlasten (rechts)

Der Satellit ist Nachfolger von DubaiSat 1, wurde wie sein Vorgänger von der südkoreanischen Satrec Initiative GmbH in Daejeon gebaut und besitzt ein Korsch-Teleskop mit einer Auflösung von 1 m.
Er wurde am 21. November 2013 vom Kosmodrom Jasny aus mit einer Dnepr-Rakete zusammen mit dem südkoreanischen STSAT-3 und 31 anderen, meist experimentellen Sekundärnutzlasten aus 17 Ländern in eine sonnensynchrone Umlaufbahn gestartet.
Seine COSPAR-Bezeichnung lautet 2013-066D.